# Josef Schumacher (Landeshauptmann)

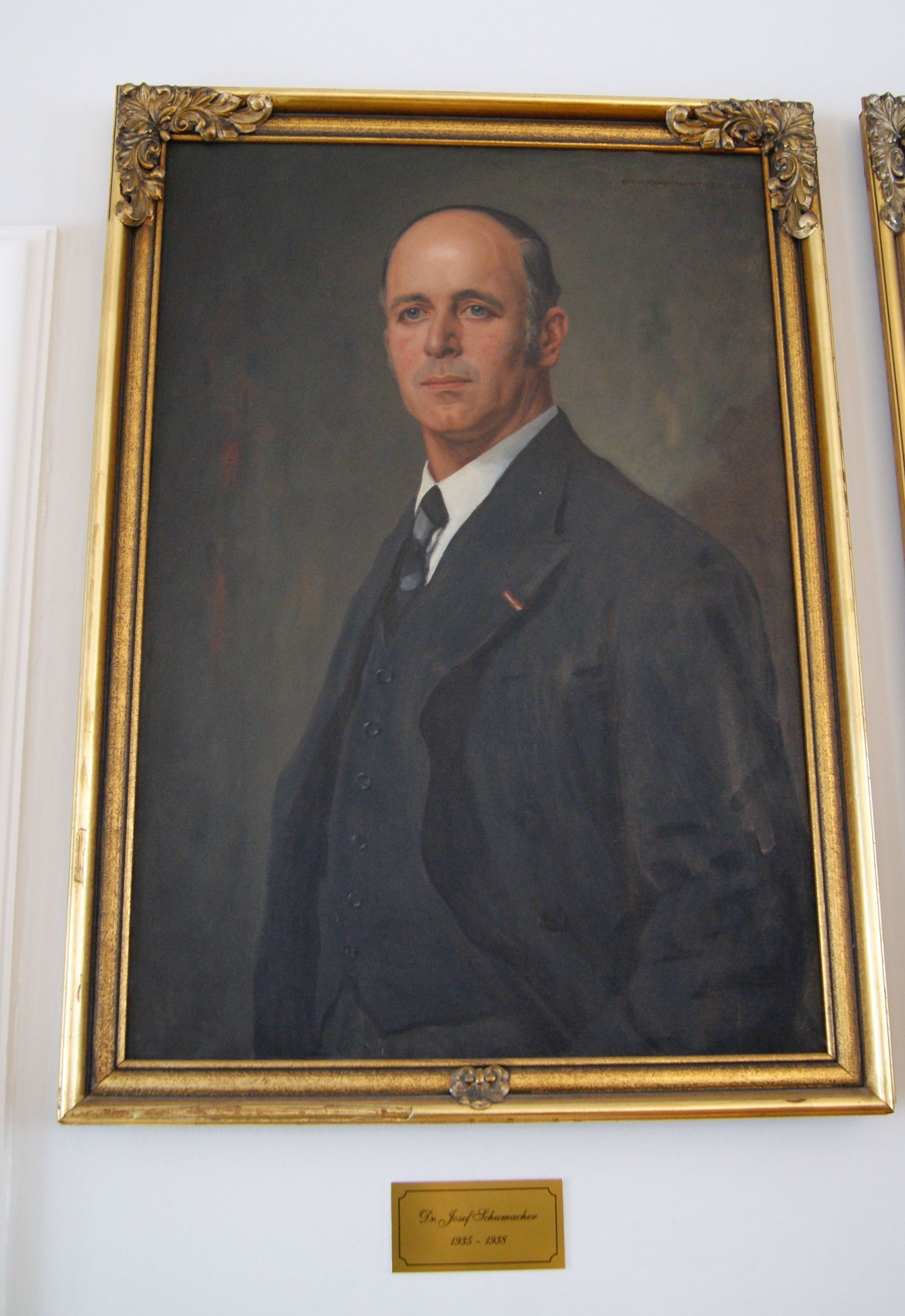
Josef Schumacher – Bild im Rokokosaal des Alten Landhauses in Innsbruck.

Josef Schumacher (* 14. November 1894 in Wien; † 11. Juni 1971 in Innsbruck) war ein österreichischer Beamter.

## Leben
Josef Schumacher war der letzte Landeshauptmann von Tirol in  der Ersten Republik. Seine insgesamt rund dreijährige Amtszeit dauerte zunächst vom 21. März 1935 bis zum 27. September 1935 und dann nochmals vom 27. September 1935 bis zum 13. März 1938. In dieser Eigenschaft war er 1937/38 Vizepräsident des Länderrates.
Nach Kriegsende im Jahr 1945 setzte er seine 1920 begonnene Beamtenlaufbahn fort, war als Hofrat der Tiroler Landesregierung unter anderem Referent für das Tiroler Brauchtum, Major und Landeskommandant des Bundes der Tiroler Schützenkompanien (in welcher Funktion er 1970 dem Tiroler Schützenbund die sogenannte „kleine Standarte“ stiftete) und zuletzt vom 1. Jänner 1958 bis zu seiner Pensionierung am 31. Dezember 1959 Landesamtsdirektor von Tirol.
Josef Schumacher war ein Sohn des Juristen, Politikers und Schriftstellers  Franz Schumacher (geb. 13. März 1861 in Innsbruck, gest. 23. Jul 1937 in Kleinvolderberg), weiters war er Ehrenbürger von Landeck, k.k. Oberleutnant der Reserve im 1. Tiroler Kaiserjägerregiment und Hauptmann in der Evidenz des Österreichischen Bundesheeres.
Er war Mitglied der katholischen Studentenverbindung AV Austria Innsbruck.
Er war mit Josefine Gostner (1900–1996) verheiratet, mit der er sieben Kinder hatte.